# Talara coccinea
Talara coccinea là một loài bướm đêm thuộc phân họ Arctiinae, họ Erebidae.